# Gran Saló Doré
El Gran Saló Doré va ser una sala d'espectacles situada a la Rambla de Catalunya de Barcelona, 4, fent cantonada amb la Plaça de Catalunya. També va rebre els nom de Alhambra, Doré i Eslava. Posteriorment va ser reemplaçat pel Teatre Barcelona.
En aquest indret es va inaugurar el 20 de maig de 1891 un cafè amb una capacitat per a aproximadament mil cinc-centes persones. Aquest local era propietat de Miquel Muntané. El nom de Café de la Alhambra feia al·lusió a un pati interior que recordava al pati dels Lleons de l'Alhambra. Els propietaris del local van dividir-lo i oferir al costat de Rambla Catalunya, una sala cinematogràfica i al costat de Passeig de Gràcia es va continuar amb el cafè. El 23 de febrer de 1905 la sala va reobrir sota el nom de Cine Alhambra; es desconeix la data exacta de tancament però s'estima que va ser entre 1907 i 1908.
El 25 de desembre de 1908 obrí novament, ara sota el nom Gran Salón Cine Doré. El nou local tenia una decoració modernista obra de Salvador Alarma i Miquel Moragas i Ricart. Aquests van dotar el local d'una façana modernista lleugerament recarregada, així com van ampliar la capacitat del local i van dotar la façana d'una gran il·luminació elèctrica. La seva programació es basava en projeccions cinematogràfiques però també en diferents espectacles i actuacions. Les sessions nocturnes eren les que tenien més èxit i on es reunien les "millors famílies" de Barcelona. L'1 d'octubre de 1910 es van inaugurar les noves reformes que s'havien dut a terme.
Entre el gener de 1916 i el desembre de 1918 van actuar artistes com Paquita Escribano, La Argentina, Carmen Flores i Dora la Cordobesita, entre d'altres. L'abril de 1920, sota la direcció de Miguel de Miguel Grúas-Solano, es van produir dos grans estrenes cinematogràfiques a la ciutat, Intolerancia i Corazones del mundo de David Wark Griffith. Les pel·lícules que van seguir-es van ser Los miserables, El naixement d'una nació i J'accuse! d'Abel Gance. Miguel de Miguel deixà el seu càrrec al cinema el 6 de juny de 1920. A partir d'aquest moment va començar una etapa corrent amb la projecció de comèdia, drama i també feien vodevil, sarsuela, opereta i els espectacles de varietats.
L'abril de 1922 la sala va canviar de propietaris i el dia 15 del mateix mes la sala va canviar el nom pel de Salón Eslava, un cinema de curta trajectòria. Aquesta sala estava sota la direcció de l'empresa Eldorado. Va programar conjuntament amb el Palace Cine per estrenar pel·lícules com La marquesita Dorette, La esfinge, El conde de Montecristo i Terra baixa (adaptació alemanya de l'obra d'Àngel Guimerà), entre d'altres.
El 7 de març de 1923 s'inaugurà al mateix lloc el Teatre de Barcelona.